# Øystre Slidre
Øystre Slidre é uma comuna da Noruega, com 964 km² de área e 3 116 habitantes (censo de 2004).